# 4-溴对四联苯
4-溴对四联苯（4-溴-1,1':4',1'':4'',1'''-四联苯）是一种有机化合物，化学式为C24H17Br。它可由对三联苯-4-硼酸和4-溴碘苯在碳酸钠存在下、四(三苯基膦)钯催化下反应制得，反应原料也可选用联苯-4-硼酸和4-溴-4'-碘联苯；对四联苯和溴于85 °C在邻二氯苯中反应，也能得到4-溴对四联苯。